# Božidar Pampulov
Božidar Pampulov (in cirillico: Божидар Пампулов; Plovdiv, 29 aprile 1949) è un ex tennista bulgaro.

## Carriera
Fu per anni componente della nazionale bulgara di Coppa Davis, dove totalizzò 13 vittorie e 22 sconfitte tra singolare e doppio. Insieme al fratello gemello Matej formò uno dei doppi di maggior successo nella storia di quella nazionale.
Iniziò a giocare a tennis all'età di 11 anni. Dopo aver completato gli studi, si dedicò interamente al tennis. Božidar fu per anni il miglior giocatore bulgaro.
Nel 1973 partecipò alle qualificazioni del torneo di Wimbledon, dove fu sconfitto al primo turno dall'australiano Cliff Letcher con il punteggio di 7-9, 4-6. Nel 1975 prese parte alla qualificazioni del Roland Garros dove fu estromesso al secondo turno per opera del romeno Sever Muresan con lo score di 6-3, 4-6, 4-6. Sempre nel 1975 Božidar e Matej Pampulov conquistarono l'argento in doppio negli europei di Vienna.
Nel 1977 vinse il titolo agli europei di doppio misto insieme alla jugoslava Mima Juščovec.
Nel 1978, al torneo Challenger di Istanbul vinse il torneo di singolare, doppio, con Matej Pampulov e doppio misto, con Ljubka Radkova. Nello stesso torneo, i gemelli Pampulov conquistarono nuovamente il titolo di doppio nel 1980.
Nel 1981 ottenne il suo miglior risultato in un torneo ATP, a Sofia, dove sconfisse in due set il francese Jean-Louis Haillet e lo svizzero Ivan Dupasquier al tie-break del terzo set. Nei quarti di finale fu eliminato in due partite dal romeno Florin Segărceanu.

## Dopo il ritiro
Terminata la carriera tennistica, Pampulov diventò capitano non giocatore della squadra bulgara di Coppa Davis, incarico che ricoprì per due anni.
Pampulov ha allenato in una scuola di tennis nella città austriaca di Dornbirn, occupandosi dei giocatori più giovani, tra i cinque e i dieci anni di età. Il figlio Ljuben Pampulov gareggiò per l'Austria.